# Rashid Sunyaev
Rashid Alievich Sunyaev (en russe : Раши́д Али́евич Сюня́ев, transcription française : Rachid Alievitch Souniaïev), né le 1er mars 1943 à Tachkent,  est un physicien et cosmologiste soviétique puis russe de nationalité tatare.

## Biographie
Il naît à Tachkent, capitale de l'Ouzbékistan, et fit ses études à l'Institut de physique et de technologie de Moscou et à l'université d'État de Moscou. Il est à la tête du département d'astrophysique des hautes énergies de l'académie des sciences de Russie. Il est aussi directeur de l'Institut Max-Planck d'astrophysique à Garching bei München en Allemagne.
Avec Iakov Zeldovitch, à l'institut de mathématiques appliquées de Moscou, il prédit l'effet Sunyaev-Zel'dovich, un effet Compton inverse, où les photons du fond diffus cosmologique gagnent ou perdent en énergie selon leur fréquence (diminuent ou augmente de longueur d'onde) en interagissant avec des électrons chauds. Le résultat de cet effet est une distorsion du spectre de corps du fond diffus cosmologique où uniquement à 225 GHz l'effet Sunyaev-Zel'dovich n'est plus observable. 
Sunyaev et Nikolaï Chakoura (en) développent un modèle d'accrétion autour d'un trou noir. Ils proposent une signature pour les rayons X émis par la matière tombant en spiralant dans le trou noir.
Il collabore aussi à une importante étude sur l'univers jeune, incluant la recombinaison de l'hydrogène et la formation du fond diffus cosmologique. Il conduit l'équipe qui construit et utilise les observatoires de rayons X Kvant de la station spatiale Mir ainsi que le satellite GRANAT. Kvant effectue la première détection de rayons X d'une supernova en 1987. Son équipe travaille actuellement à un projet international, Spectrum-X-Gamma, et à deux expériences du satellite Planck.

## Distinctions et récompenses
- 1988 : Prix Bruno Rossi
- 1995 : médaille d'or de la Royal Astronomical Society
- 2000 : médaille Bruce
- 2003 : Prix Heineman
- 2003 : Prix Peter-Gruber de cosmologie
- 2008 : Prix Crafoord
- 2008 : Henry Norris Russell Lectureship